# Avatar, the Last Airbender: The Shadow of Kyoshi
The Shadow of Kyoshi ou Chronicles of the Avatar Book 2 é um romance publicado em 2020 pelo autor F.C. Yee em colaboração com Michael Dante DiMartino (co-criador da série Avatar: A Lenda de Aang e A Lenda de Korra). O livro continua a história da Avatar Kyoshi depois dos eventos de The Rise of Kyoshi, agora com a personagem assumida oficialmente como a reencarnação do antigo Avatar Kuruk.
É o segundo livro da série agora chamada de Chronicles of the Avatar.

## Sinopse
O lugar de Kyoshi como o legítimo Avatar foi reconhecido, mas por um alto preço. Sem os seus antigos mentores, a Avatar a Terra viaja pelas Quatro Nações, lutando para manter a paz. Mas enquanto sua reputação cresce, uma sinistra ameaça vinda do Mundo Espiritual surge junto com enormes desafios na Nação do Fogo, e Kyoshi, Rangi e seus aliados devem juntar forças antes que as Quatro Nações sejam destruídas irreparavelmente.

## Personagens
- Kyoshi
- Rangi do clã Sei'Naka
- Yun
- Hei-Ran do clã Sei'Naka
- Jinpa
- Atuat
- Senhor do Fogo Zoryu
- Father Glowworm
- Chaejin
- Kuruk

## Recepção
Crítica
O site Insider disse que o livro é "...cheio de detalhes de wordlbuilding que o tornam uma leitura gratificante para os fãs da série Avatar e para recém-chegados", referindo-se a seu "pesado conflito político tão emocionante quanto as sequências de ação" da série e seus "momentos intensos e cruciais tornando-o uma leitura angustiante, trazendo uma ressonância emocional e uma vibração que cortam as páginas". Screen Rant elogiou F.C. Yee pelo "final muito mais sobrio e trágico do que qualquer coisa que a franquia Avatar: The Last Airbender já viu antes", expressando interesse por uma possível futura adaptação televisiva da série.
Recepção do público
O livro tem um avaliação de 4,9 de 5 estrelas no site da Amazon, feita por 4.708 classificações globais e sem nenhuma avaliação abaixo de 3 estrelas. É também um best-seller da New York Times.